# Lars Bjarke
 Ikke at forveksle med Toke Lars Bjarke.
Lars Bjarke (født 15. juni 1967 i København) er en dansk skuespiller.
Bjarke er uddannet fra udenlandske skoler i 1986.

## Filmografi
- Portland (1996)
- Royal blues (1997)
- Frøken Smillas fornemmelse for sne (1997)
- Idioterne (1998)
- Okay (2002)
- Manden bag døren (2003)
- Ambulancen (2005)
- Den Rette Ånd (2005)
- Irene Huss: Tatuerad torso (2007)
- Craig (2008)
- A Viking Saga (2008)
- The Horror Vault (2008)
- Sølvtråd (2009)
- Tour de Force (2010)
- Little Big Boy (2010)

### Tv-serier
- TAXA (1997-1999)
- Strisser på Samsø (1997-1998)
- Rejseholdet (2000-2003)
- Forsvar (2004)
- Anna Pihl (2008)